# Berta Sichel
Berta Sichel (Belo Horizonte, Brasil, 26 octubre), nacida a finales de los años 40, es una comisaria de arte, investigadora, escritora brasileña especializada en Media Arts.

## Trayectoria Profesional
Sichel es una comisaria de arte especializada en arte contemporáneo y nuevos medios. Tiene una larga experiencia en todos los estadios del comisariado, desde la concepción y planificación de los proyectos hasta el desarrollo y ejecución de las exposiciones. Además de la edición de los catálogos o publicaciones y los programas educacionales. Además es editora y escritora en numerosas publicaciones; asesora de fundaciones, instituciones culturales, colecciones públicas y privadas en lo relativo a adquisición y exposiciones de arte.

## Formación Académica
- Licenciada en Periodismo, Facultad de Periodismo, Universidad Federal de Minas Gerais, Minas Gerais, Brasil, 1972
- Master en Sistemas de Comunicación, Departamento de Lingüística y Comunicación, Universidade Federal do Río de Janeiro, Río de Janeiro, Brasil, 1980
- Master Media Ecology (Ecología de los media), Departamento de Comunicación y Cultura, New York University, New York City, 1984[3]
- Curso de doctorado New York University, Departamento de Comunicación y Cultura, 1988
- Docente en el Master del Departamento de Estudios de Medios en The New School for Social Research de New York del año 1991-1998[4]

## Comisariados
Ha comisariado múltiples exposiciones en instituciones, destacando las exposiciones para la Bienal Internacional de Sao Paulo y la exposición Aperto, en la Bienal de Venecia, así como para distintos museos norteamericanos.
En el año 2000 se trasladó a España, donde ha dirigido el Departamento de Arte de Medios de Comunicación en el Museo Nacional Reina Sofía, en cuya institución ha sido comisaria jefa del Departamento de Audiovisuales hasta 2011. Sichel ha escrito numerosos catálogos y publicaciones, así mismo realiza crítica de arte, sus textos han aparecido en diversas publicaciones en América del Sur y Europa.

### Museo Nacional Centro de Arte Reina Sofía, (MNCARS) Madrid
Algunos de los comisariados realizados por Sichel en el Museo Reina Sofía (selección)
2000 B&N y de Color. Videos and Multimedia Works by Latin-American Artists.
- New York Video Festival in Madrid (in collaboration with Marian Masone)
- B&N y de Color. Videos and Multimedia Works by Latin-American Artists.
- New York Video Festival in Madrid. with Marian Masone
- Cine y Casi Cine.
- 2002      Cine y Casi Cine. (brochure)
- Fluxus Films. In collaboration to Peter Frank. (catalog)
- 2003 Monocanal – Spanish Video. In collaboration with Álvarez-Reyes and Neus Miró (Catalog)[8]
- 2004      Cine y Casi Cine. Expand Cinema
- Summer films. Screenings of contemporary artists’ films.
- Ulrike Ottinger – A Retrospective. (Catalog)
- 2005 Christian Marclay- Concert
- Cárcel de Amor. (catalog)
- Art on TV. In collaboration with Lorna Scott Fox
- 2007/06 First Generation. Art and Moving Image 1963 – 1986. Exhibition presenting the historical video collection. (catalog).
- Samuel Beckett Retrospective – Films for TV. (catalog)
- Peggy Ahwesh – A retrospective. (brochure)
- Cine & Casi Cine. Expand Cinema (brochure).
- 2008 Brazil Festival: Selection of 12 new Brazilian films, February/ March
- Beth Moysés and Michel Grossman: Performances Program
- 2009,Visionários: Media in Latin America
- Suzanne Lacy. El Esqueleto tatuado.  Exhibition and Performance Project: November
- Freewaves. 11th Festival of Experimental Media Arts, May

Se destaca la exposición que comisario en el  Museo Reina Sofía, en el año 2006, titulada "Arte e imagen en movimiento" (1963-1986), en ella pretende proporcionar una visión de conjunto de cómo y por qué una tecnología de transmisión, grabación y reproducción de sonido, y más tarde imagen, nacida en 1950 -y técnicamente diferente al cine- se convirtió en medio artístico. Buscaba también dar cuenta de los 25 primeros años de la historia del video arte. La muestra tenía un marco cronológico comprendido entre 1963 y 1986, fechas fundamentales que marcan el inicio y el cambio en el concepto del vídeo como medio artístico.
Otras de las actividades realizadas en el Museo reina Sofía son los ciclos de cine y video como el titulado El silencio del palacio Perspectivas de cine feminista.pdf Este ciclo celebrado en el año 2012, recorre cuatro décadas de cine realizado por mujeres, como de Hershman Leeson, o la mítica cineasta francesa Agnės Varda.

Organizó la primera bienal de arte de Cartagena de Indias, BIACI en el año 2014. Quiso mostrar en este bienal que Cartagena, considerada una ciudad monumento histórico, no era solamente un escenario del pasado. Según sus palabras: 
"Pensé en su historia colonial, en cómo era el principal punto de venta de esclavos, en que la población africana descendiente de los esclavos representa más de la mitad de los habitantes de la ciudad”
Llenó los principales edificios históricos de la ciudad con cine y vídeos, con el fin de que los antiguos edificios de piedra donde se ubican las exposiciones, y el conjunto de la ciudad, adquirieran otra dimensión entablando nuevos diálogos sobre identidad, sobre género, o sobre política.
También prestó especial atención a las mujeres, reuniendo obras de las españolas Elena del Rivero y Nuria Carrasco, de la alemana Candida Höfer, o de la colombiana Ruby Rumié. “Las mujeres representan el 50% de los artistas que exponen en esta Bienal. Y en este grupo se encuentran siete que tienen entre 78 y 81 años y que siguen produciendo y trabajando”.
En el año 2020, comisaría en la sala de Exposiciones de la Principal Tabacalera (Madrid) la exposición monográfica del artista catalán Joan Rabascall, organizada por el Ministerio de Cultura Español.

### Asesoramiento de Instituciones artísticas: 1983 a 2017 (selección)
- Loop Video Fair. 2017
- Comité Asesor CIFO. Miami. 2010 hasta el presente.
- Comité Asesor. Moving Image Art Fair, New York. 2015 y 2013.
- Comité Asesor de Arte Contemporáneo- Comunidad de Madrid- 2004-2005
- Junta asesora, Centro Andaluz de Arte Contemporaneo, Sevilla, España, 2004-2017
- Comité de selección de Loop—Nuevo Vídeo, Barcelona, España, noviembre de 2004 y 2003
- Representante y coordinadora del pabellón de Estados Unidos US, Bienal de Estambul, 1997 (catálogo)
- Concepción y organización de la Sala de lectura de la exposición Techno-Seduction, Cooper Union, ciudad de Nueva York, 1997 (catálogo)
- Concebí el proyecto y redacté la solicitud de beca de la exposición The Global Art of Latinos y Latin Americans, Ponce Museum, Ponce, Puerto Rico, que fue premiada con una beca de la fundación AT&T
- Asesora del director y responsable de la realización de proyectos comunitarios y estrategias de recaudación de fondos en el Aljira Center for Contemporary Art, Newark, New Jersey, 1993–94
- Junta de comisários, Museo de Arte Moderno, Sao Paulo, Brasil, 1989–1990

### Otras actividades y proyectos relacionados (1993–1997)
- Jurado, Nueva York International Experimental Video Festival, The New School for Social Research, Otoño 1997
- Solicitud de beca y desarrollo de la exposición  Sacbe, Sendero, Path: Roads in Many Languages (NEA Awarded), University of Colorado, Boulder / Sculpture Center, Nueva York, 1994–95
- Nominaciones, the Pace Foundation, San Antonio, Texas, Programa Internacional 1993–1994
- Coordinadora y moderadora del simposio en tres partes  Latin-American Art: What Does it Mean?, New School for Social Research, Otoño 1993
- Redactora de la edición portuguesa del Journal of Decorative y Propagya Arts, #21, The Wolfson Foundation, Miami, Florida, 1993–1994
- Desarrollo edtitorial de Macla Editorial, Nueva York; coordinadora del proyecto editorial del boletín informativo Art/World—Mundo Arte 1993–1994
- Redactora invitada de New Observations, Nueva York, “Below Texas/Below the Equator,” # 89, 1991–1992
- Productora asociada, Hispanic Information Television Network, Nueva York, serie Corriente Cultural, 1993
- Asesora del Comité Consultivo Internacional , National Endowment for the Arts, Washington D. C., 1991–1992
- Apple Bytes,servicio de información de teletexto para Manhattan Cable, 1984–95

### Bureau PHi Proyectos
- En el año 2013 funda Bureau PHi Proyectos. Desde esta plataforma dirige y comisaría las siguientes exposiciones:[14]
- Pintura em Movimento. Paço das Artes, marzo-mayo, São Paulo, 2013.
- Four Houses, Some Buildings and Other Spaces. New York Universtiy Art Galleries, Nueva York, enero-marzo de 2013.
- Directora Artística de la Primera Bienal de Arte Contemporáneo de Cartagena de Indias, Colombia, 2013-2014.
- Teresa Serrano. Museo Amparo, Puebla, México, marzo-junio de 2015.
- My Father Avoids the Sirens´s Song. Josée Bienvenue, marzo-abril, Nueva York, 2016.
- Lorraine O´Grady. Centro Andaluz de Arte Contemporáneo, septiembre de 2016.
- Nectar. Pratt Manhattan Art Gallery, New York, diciembre de 2016.
- Leandro Katz: El rastro de la gaviota.  La Tabacalera, Madrid, febrero de 2017.
- 2020, comisaría en la sala de Exposiciones de la Principal Tabacalera de Madrid la exposición monográfica del artista catalán Joan Rabascall.[15]

## Premios y Becas
- 2010          Premio MAV por la trayectoria y por su apoyo a las mujeres en las artes visuales, Madrid.[12][16]
- 2003          Premio de edición del mejor libro de ensayos sobre cine. Asociación Española de Críticos de Cine, Madrid.
- 1998–99    Beca Fundación Guggenheim de investigación en Bellas Artes, Nueva York.
- 1998          Programa de residencia, CICV, Montbeliard, Francia
- 1995–96    New School for Social Research, Beca de desarrollo de enseñanza en línea, Nueva York.
- 1990–91    Organización de los Estados Americanos, Washington D. C., Beca de investigación
- 1985–87    Conselho Nacional de Pesquisas, Brasil, Beca para estudios graduados en la Universidad de New York.
- 1984–85    NewYork University, Beca de asistente de investigación, Nueva York.
- 1982–84    Conselho Nacional de Pesquisas, Brasil, Beca de estudios
- 1983          Editorial Abril, Brasil, Premio al mejor ensayo periodístico.[12]

## Publicaciones (selección)
- Berta Sichel y Virginia Villaplana y (Editoras). Relatos culturales de la violencia de género. Museo Nacional Centro de Arte Reina Sofía,  Servicio de publicaciones, Madrid, 2005. ISBN 84-8026-258-3.
- 14 Artistas, con sus ensayos sobre artistas internacionaleseditado por Athenaica.[17]
- Cárcel de amor: relatos culturales sobre la violencia de género, Museo Nacional Centro de Arte Reina Sofia, 2005.[18]